# Hans Jung (Jurist)

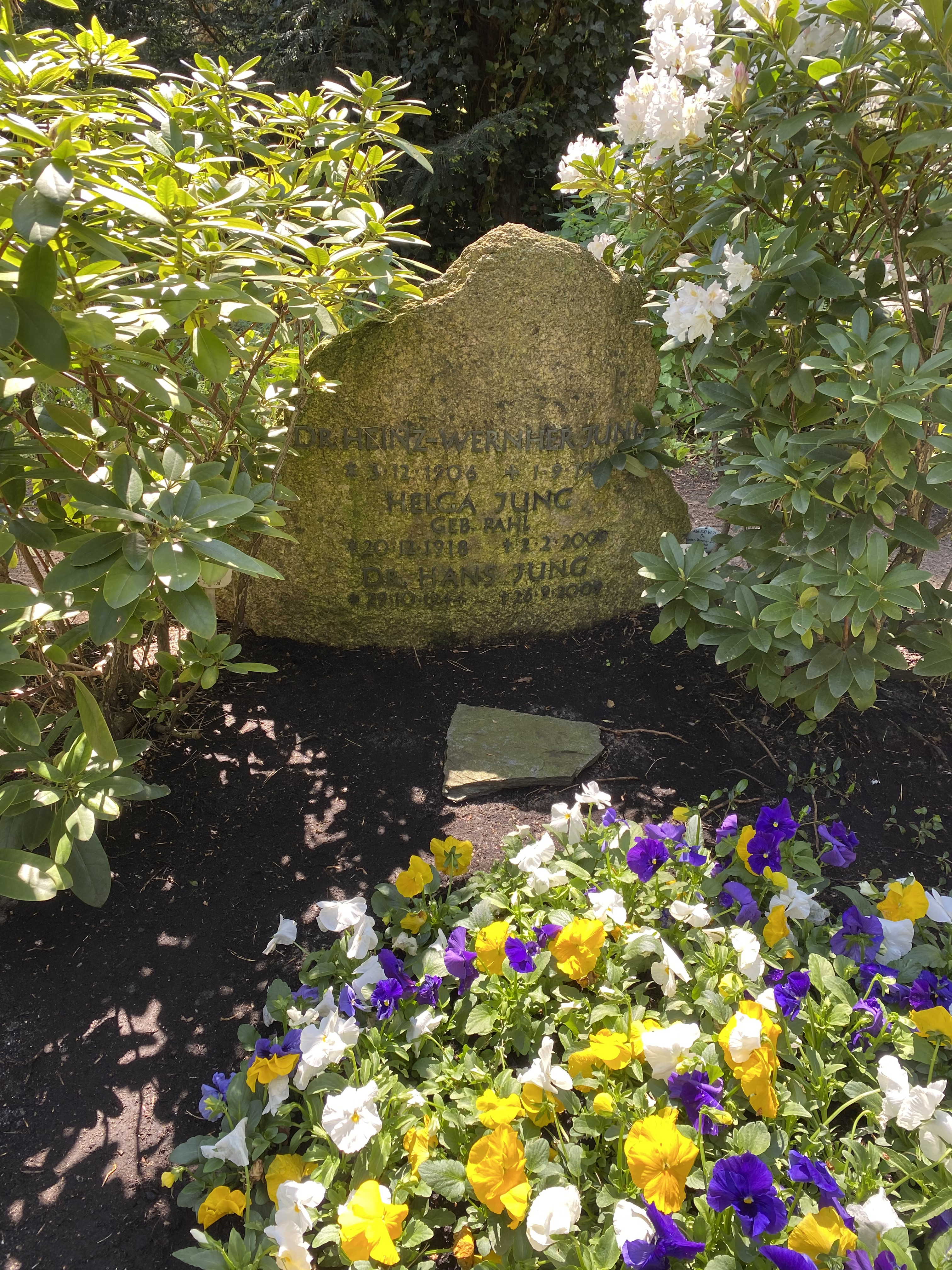
Grabstätte auf dem Waldfriedhof Zehlendorf

Hans Wilhelm Jung (* 29. Oktober 1944; † 26. September 2009) war ein deutscher Jurist und Kanzler des Gerichts  erster Instanz der Europäischen Gemeinschaften mit Sitz in Luxemburg.

## Leben
Jung studierte Rechtswissenschaften und war zunächst Assistent und später Assistenzprofessor an der Rechtswissenschaftlichen Fakultät der Freien Universität Berlin. Er arbeitete als Rechtsanwalt in Frankfurt am Main. Am Gerichtshof der Europäischen Gemeinschaften war er  Jurist-Übersetzer und  Rechtsreferent bei dessen Präsidenten Hans Kutscher sowie Hilfskanzler des Gerichtshofs. Vom  10. Oktober 1989 bis 5. Oktober 2005 war Jung der erste Kanzler des Gerichts erster Instanz der Europäischen Gemeinschaften. Seine Nachfolge trat Emmanuel Coulon an.
Seine Grabstätte befindet sich auf dem Waldfriedhof Zehlendorf (Feld 048-290).